# Пуста-Домбрувка
Пуста-Домбрувка (пол. Pusta Dąbrówka, нім. Ödheide) — село в Польщі, у гміні Ґолюб-Добжинь Ґолюбсько-Добжинського повіту Куявсько-Поморського воєводства.
Населення — 233 особи (2011).
У 1975-1998 роках село належало до Торунського воєводства.

## Демографія
Демографічна структура станом на 31 березня 2011 року:
|          | Загалом | Допрацездатний вік | Працездатний вік | Постпрацездатний вік |
| -------- | ------- | ------------------ | ---------------- | -------------------- |
| Чоловіки | 115     | 30                 | 78               | 7                    |
| Жінки    | 118     | 27                 | 70               | 21                   |
| Разом    | 233     | 57                 | 148              | 28                   |